# Poslanecká sněmovna (Itálie)
Poslanecká sněmovna (italsky Camera dei Deputati) je dolní komora italského parlamentu, sestávající ze 630 poslaneckých mandátů. Funkční období je pětileté. V ústavním systému země je její postavení rovnocenné s horní komorou, kterou je Senát republiky. Volby do obou zastupitelských sborů se uskutečňují současně. Naposledy tomu bylo 25. září 2022.
Sídlem Sněmovny je Palazzo Montecitorio v Římě. Současným předsedou dolní komory je Lorenzo Fontana, který byl zvolen v říjnu 2022, jehož předchůdcem byl Roberto Fico. Předchůdkyní Fica byla Laura Boldrini, první žena zastávající úřad předsedy.

## Volební systém
Zákon č. 270 z roku 2005 změnil stávající většinový volební systém, který byl praktikován od vzniku „druhé republiky“ z počátku 90. let 20. století, na smíšený podmíněný systém.
Poslanecká sněmovna je složena ze 630 poslanců. 232 poslanců je voleno v jednomandátových obvodech pomocí jednokolového (First past the post) systému, 386 je voleno poměrným volebním systémem a 12 mandátů volí ve čtyřech obvodech Italové žijící v zahraničí. Volit mohou občané, kteří dosáhli 18 let věku (aktivní volební právo), zvoleni mohou být občané po dosažení 25 let věku (pasivní volební právo). Uzavírací klauzule pro samostatné politické strany činí 4 % platných hlasů, pro koalice 10 % platných hlasů za podmínky, že alespoň jedna strana koalice získala minimálně 2 % hlasů.
V září 2020 voliči v referendu odsouhlasili změnu volebního systému, která snižuje počet poslanců na 400 a senátorů na 200. Pro se vyslovilo 70% voličů.

## Současné složení
|  | Středopravicová koalice/CDX (266) |  | Středolevicová koalice/CSX (169) |

|        |                     |                              |                   |          |         |         |         |
| Strana | Strana              | Ideologie                    | Lídr              | Poslanců | Pozice  | Koalice | Koalice |
|        | Liga severu         | Pravicový populismus         | Matteo Salvini    | 131/630  | Vláda   |         | CDX     |
|        | Demokratická strana | Sociální demokracie          | Enrico Letta      | 97/630   | Vláda   |         | CSX     |
|        | Hnutí pěti hvězd    | Populismus                   | Giuseppe Conte    | 96/630   | Vláda   |         | -       |
|        | Forza Italia        | Liberální konzervatismus     | Silvio Berlusconi | 73/630   | Vláda   |         | CDX     |
|        | Občanský závazek    | Centrismus                   | Luigi Di Maio     | 58/630   | Vláda   |         | CSX     |
|        | Bratři Itálie       | Národní konzervatismus       | Giorgia Meloni    | 37/630   | Vláda   |         | CDX     |
|        | Italia Viva         | Liberalismus                 | Matteo Renzi      | 33/630   | Vláda   |         | -       |
|        | Akce                | Sociální liberalismus        | Carlo Calenda     | 13/630   | Podpora |         | -       |
|        | Itálie ve středu    | Liberální konzervatismus     | Giovanni Toti     | 11/630   | Podpora |         | CDX     |
|        | Coraggio Italia     | Liberální konzervatismus     | Luigi Brugnaro    | 11/630   | Podpora |         | CDX     |
|        | Článek jedna        | Sociální demokracie          | Roberto Speranza  | 7/630    | Vláda   |         | CSX     |
|        | Zelená Evropa       | Zelená politika              | kolektivní vedení | 5/630    | Podpora |         | CSX     |
|        | My s Itálií         | Křesťanská demokracie        | Maurizio Lupi     | 3/630    | Vláda   |         | CDX     |
|        | Více Evropy         | Liberalismus                 | Emma Bonino       | 1/630    | Vláda   |         | CSX     |
|        | Italská levice      | Demokratický socialismus     | kolektivní vedení | 1/630    | Opozice |         | CSX     |
|        | ostatní             | regionální hnutí a nezávislí |                   | 56/630   |         |         |         |

## Volební historie (od voleb 1994)

#### Volby 1994
| 213 | 46   | 5 | 366 |
| CSX | Pakt |   | CDX |

#### Volby 1996
| 35  | 285 | 5 | 246 | 59 |
| PRC | CSX |   | CDX | LN |

#### Volby 2001
| 11 | 251 | 368 |
| C  | CSX | CDX |

#### Volby 2006
| 348 | 1 | 281 |
| CSX |   | CDX |

#### Volby 2008
| 249 | 1 | 36  | 344 |
| CSX |   | UDC | CDX |

#### Volby 2013
| 345 | 109 | 4 | 47    | 125 |
| CSX | M5S |   | Monti | CDX |

#### Volby 2018
| 14 | 122 | 227 | 2 | 265 |
| L  | CSX | M5S |   | CDX |

#### Volby 2022
| 85  | 52  | 21   | 5 | 237 |
| CSX | M5S | A–IV |   | CDX |